# Савицький Микола Степанович
Савицький Микола Степанович (17 грудня 1934, Олексіївка нині Сокирянського району Чернівецької області) — заслужений меліоратор України.

## Біографія
Народився 17 грудня 1934 року в с. Миндакауци Хотинського повіту, нині с. Олексіївка Дністровського району. Після строкової служби в Радянській армії навчався на курсах машиністів екскаваторів у будівельно-монтажному управлінні № 76 тресту «Західводбуд». Працював понад 40 років екскаваторником. Обирався депутатом Чернівецької міської ради двох скликань.

## Нагороди
- Заслужений меліоратор України (1977)
- Медаль «За трудову доблесть» (1966)
- Орден Леніна (1976)